# مقاطعة يارفا
دائرة يارفا (بالإستونية:Järva maakond) هي إحدى مقاطعات جمهورية إستونيا

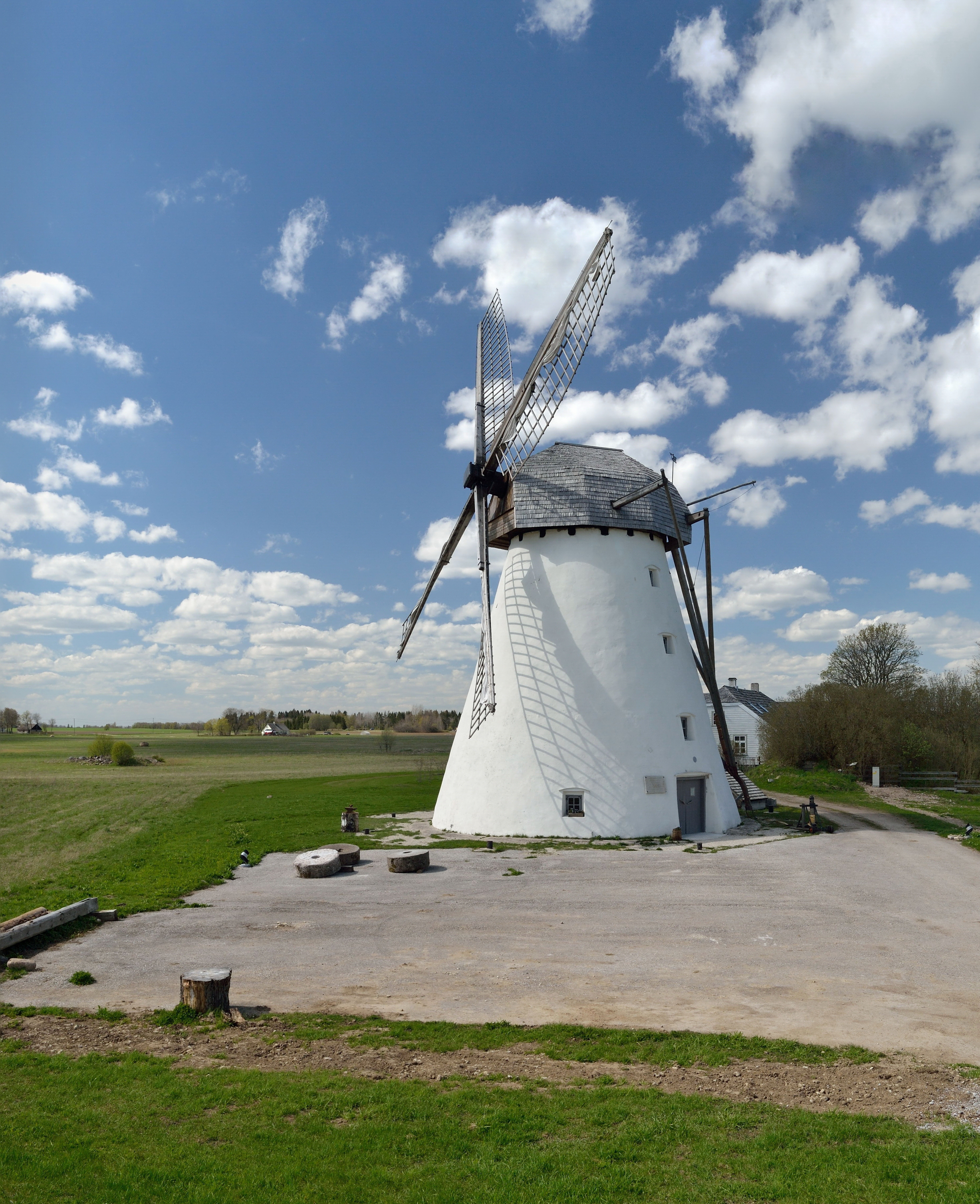
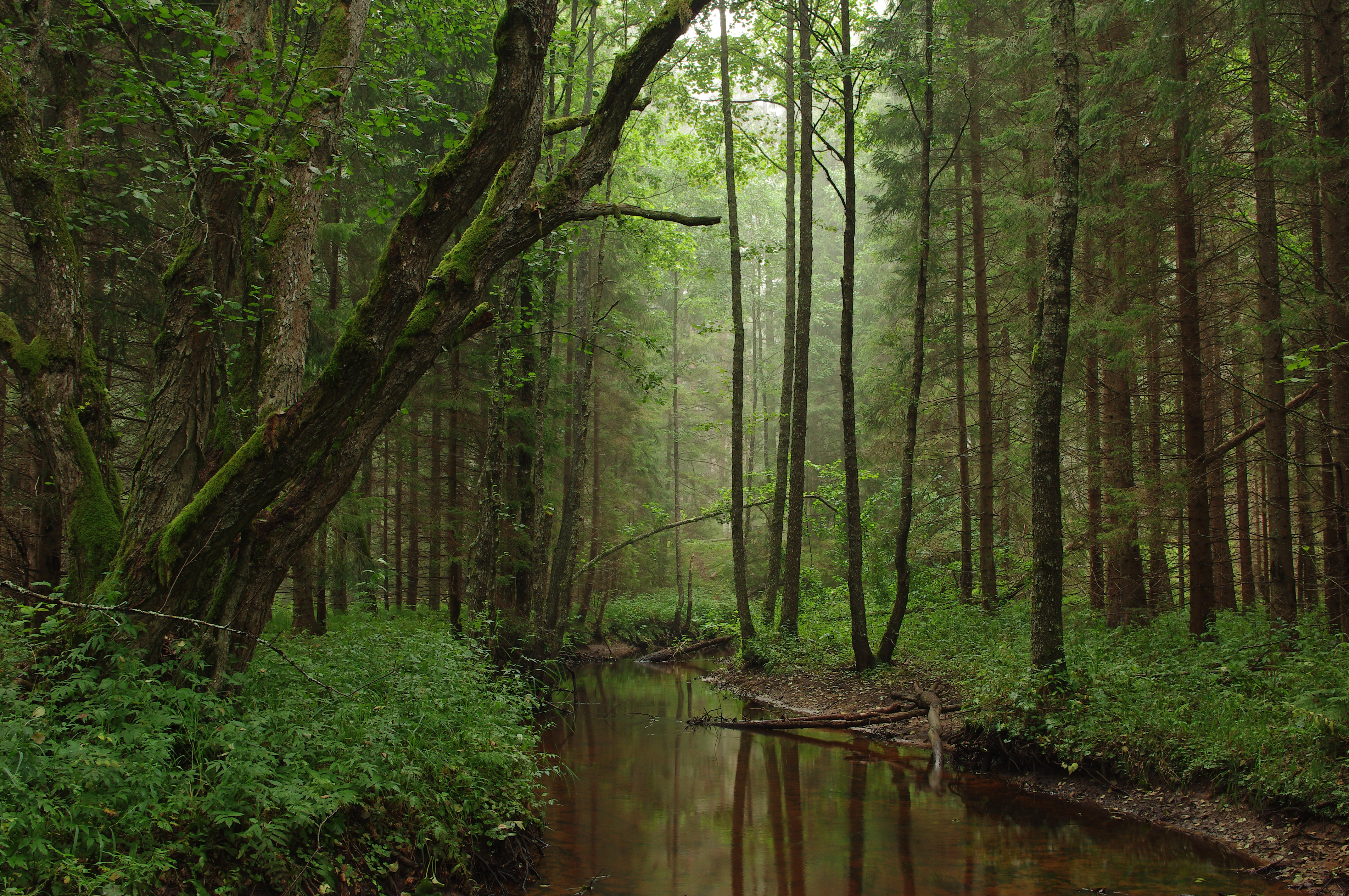
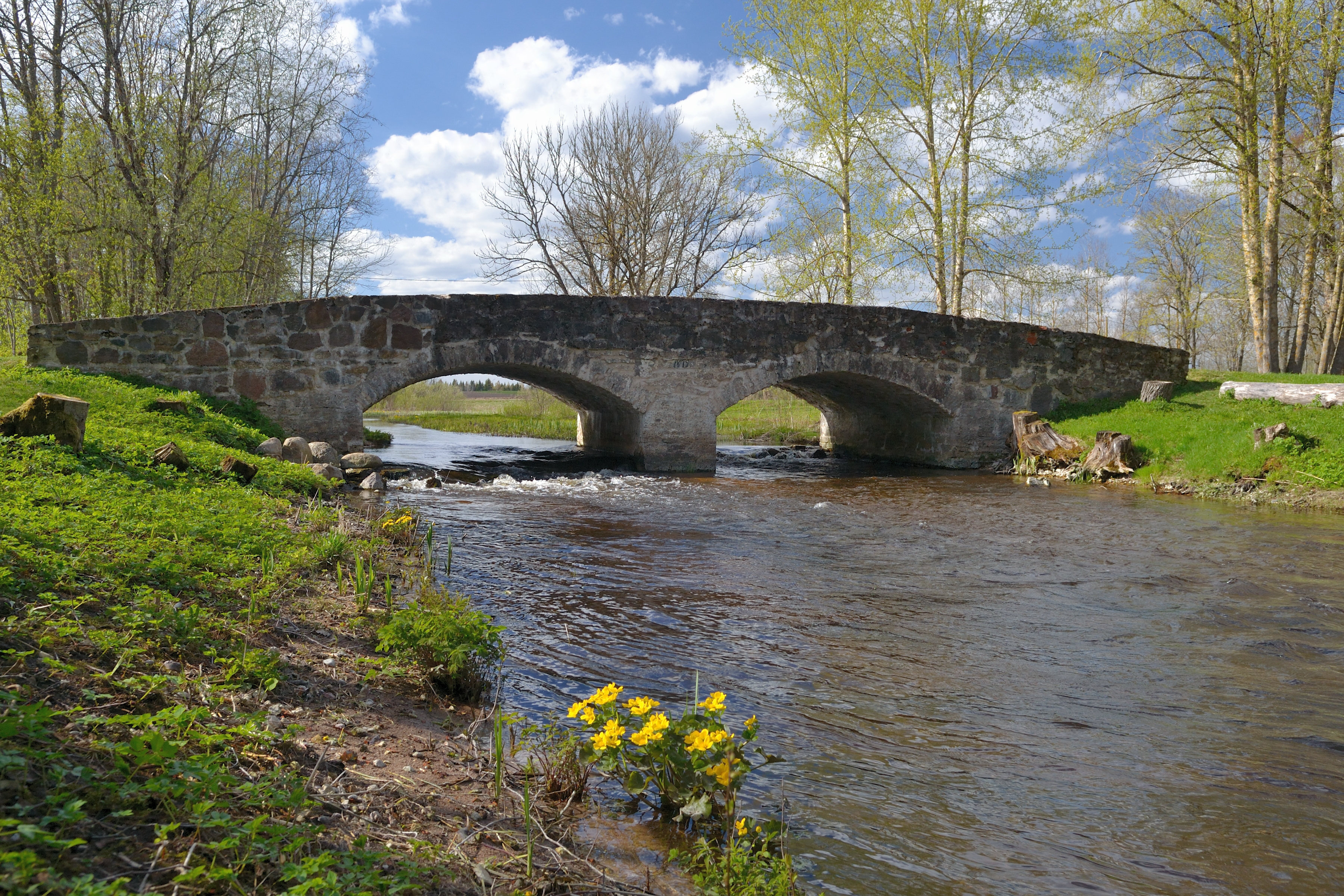
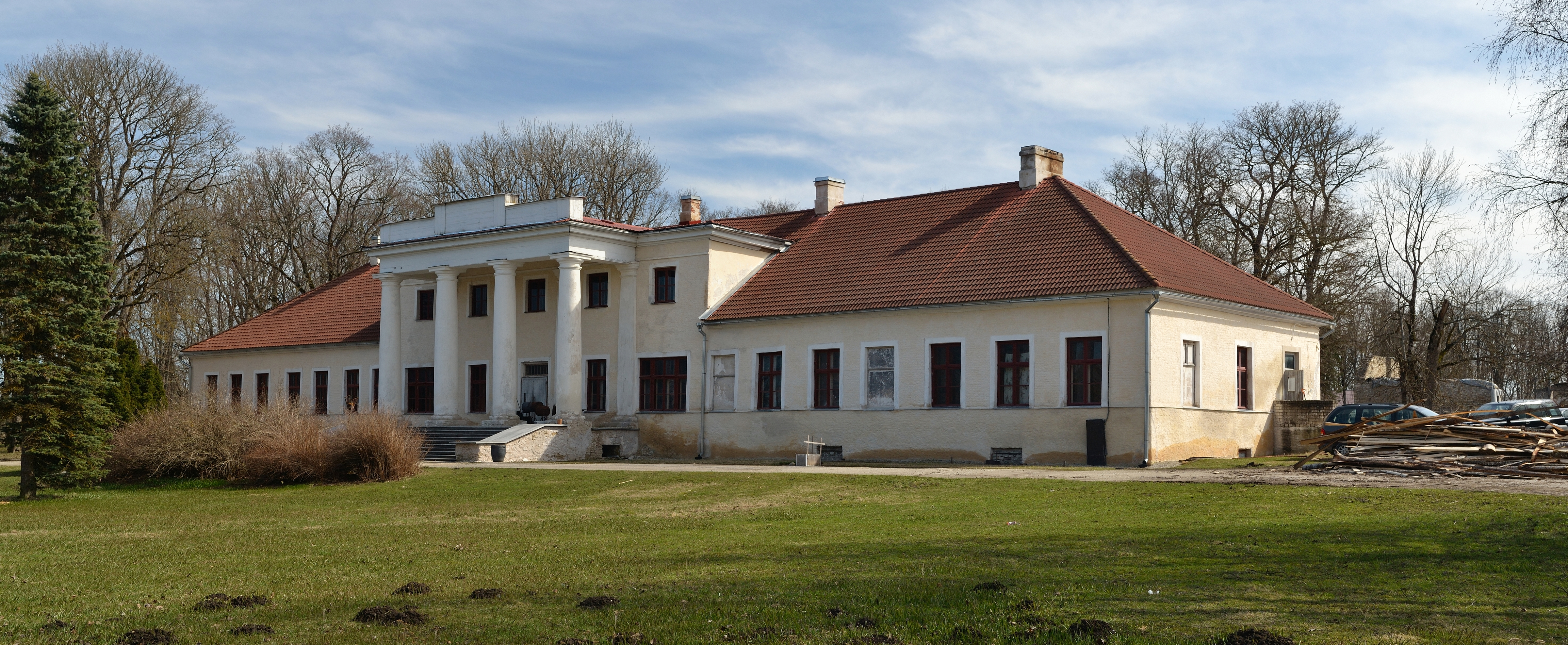
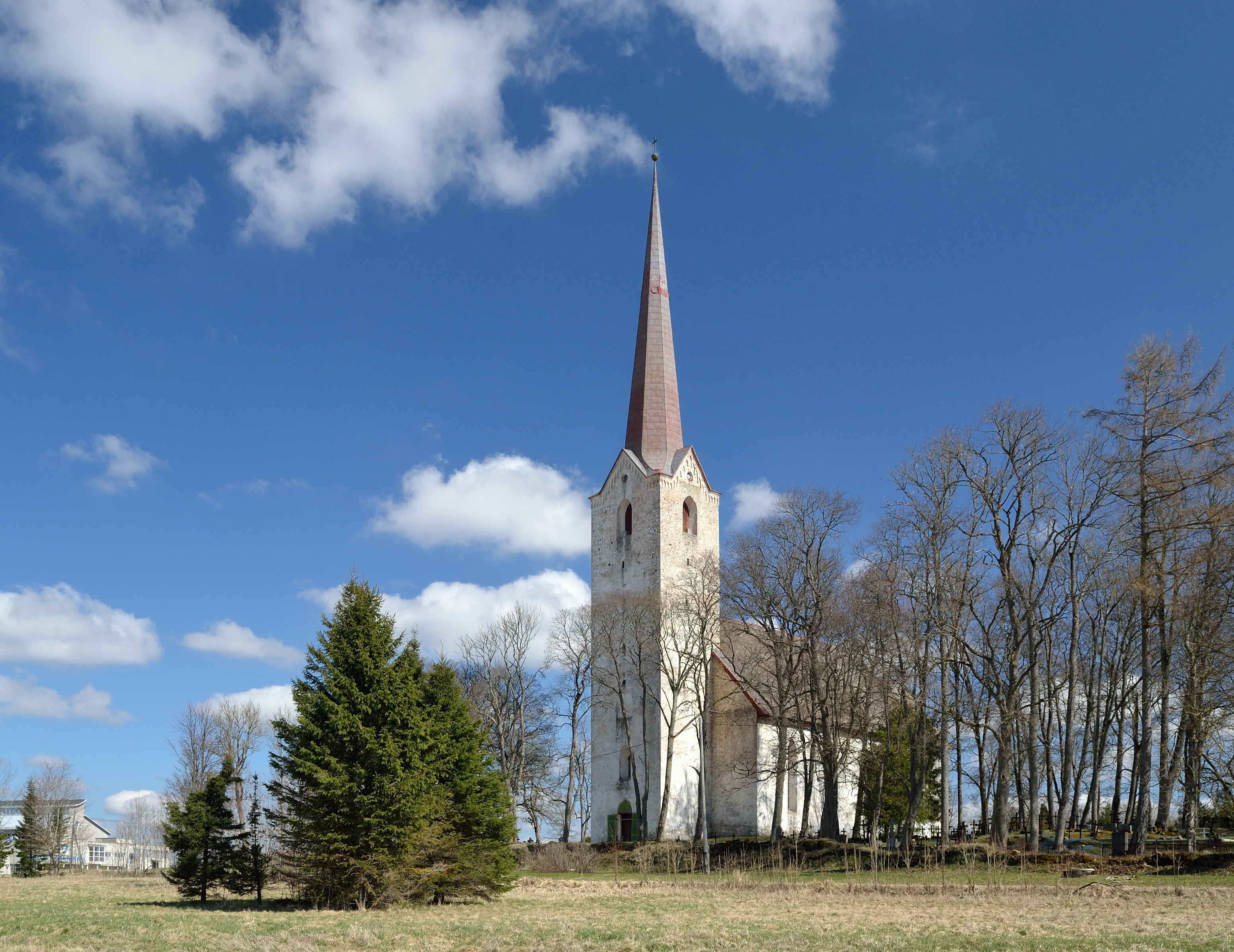
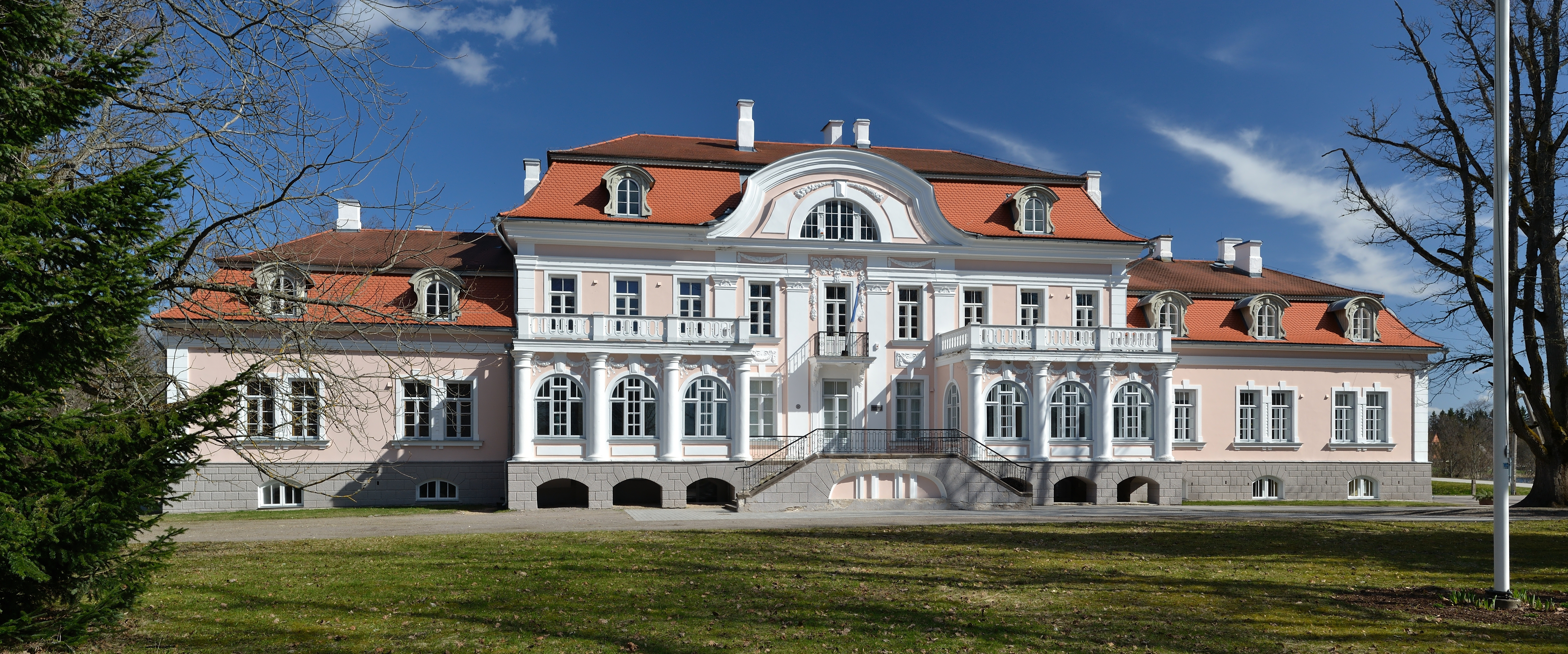

## أعلام
- جاك ماديسون